# 太深卧铺动车组列车
太深卧铺动车组列车是中国铁路运行于山西省省会太原市太原南站及广东省深圳市深圳北站的卧铺动车组列车，途经山西省、河北省、河南省、湖北省、湖南省、广东省六省，客运里程2351公里，客运乘务由广州局集团广九客运段担当。其中太原南站至深圳北站运行11小时49分，使用车次为D918/915次；深圳北站至太原南站运行11小时19分，使用车次为D916/917次。

## 历史
2025年7月1日，配合全國鐵路第三季度新運行圖，調圖後首個周末（7月5日）起，新增太原和深圳之間的高鐵動臥列車，車次為D918/915（太原南～深圳北）、D916/917次（深圳北～太原南），在石家莊進行37分鐘車輛換向作業，每週五至週一開行。

## 使用列车
本对列车使用配属于广州局集团深圳动车运用所的CRH2E。